# Gentleman (zenész)
Gentleman (eredeti neve Tilmann Otto; Osnabrück,  1975. április 19. - ) német reggae zenész.

## Életpályája
Gentleman   Köln-ben lakik, de   Jamaicát tekinti valódi otthonának, ahol éveken keresztül élt. Apja evangélikus lelkész. Gentlemannek két gyereke van, Samuel és Tamica, és jelenlegi barátnője  Tamika, aki háttérénekesnő a  Far East Band zenekarban, amellyel 2002 óta általában közösen lép fel.

## Lemezei

### Nagylemezek
- 1999: Trodin On
- 2002: Journey to Jah
- 2003: Runaway EP
- 2003: Gentleman And The Far East Band (Live CD/DVD)
- 2004: Confidence
- 2007: Another Intensity
- 2010: Diversity
- 2013: New Day Dawn

### Kislemezek
- 1998: Tabula Rasa
- 1999: In The Heat of The Night
- 1999: Jah Jah Never Fail
- 2002: Dem Gone
- 2004: Leave Us Alone
- 2003: Widerstand
- 2003: Rainy Days
- 2004: Superior
- 2004: Isyankar
- 2005: Intoxication
- 2005: Send A Prayer
- 2005: Why cry (a hungry man is an angry man)
- 2006: On We go
- 2007: Different Places
- 2007: Serenity
- 2008: Soulfood / Lack of Love
- 2010: It No Pretty

## Díjak
- 2002: Deutscher Musikpreis (WON)
- 2004: Martin Awards / "Best New Reggae Artist" (nominated)
- 2004: Reggae & Soca Award / "Best New Reggae Artist" (nominated)
- 2005: Comet (WON)
- 2005: ECHO / Best National Male Artist (WON)
- 2005: ECHO / Best National Male Artist (WON)

## Külső hivatkozások
- Official website
- 2000 Gentleman Photos at www.reggaephotos.de
- Gentleman @ fourmusic.com